# Tobbe Blom
Tobias Peter "Tobbe" Blom, även känd under artistnamnet Tobbe Trollkarl, född 28 september 1975, är en svensk TV-programledare och professionell trollkarl.

## Karriär
Tobbe Blom var med i musikvideon 10 små moppepojkar av Dr Alban 1990. Blom gjorde sedan sin TV-debut som rymmare i två säsonger (1998–1999) i TV4:s program På rymmen. Han jobbade 1999–2005 med barnprogrammet Lattjo Lajban på TV4. 2005 ledde han Idol 2005 tillsammans med Johan Wiman. Våren 2007 deltog han i danstävlingen Let's Dance på TV4 där han slutade på andraplats. Han har även varit en av jurymedlemmarna i TV4:s Talang 2007, och satt där även under Talang 2008. År 2009, 2010 och 2011 var han programledare för Talang tillsammans med Markoolio. Våren 2012 öppnade Blom tillsammans med en kollega trolleributiken Magicland.se. Han sålde butiken i oktober 2017.
Sommaren 2013 gick Blom till TV3 efter fjorton år på TV4 och gjorde två säsonger av Torsk på tuben. 
Sommaren 2015 kontrakterades han av SVT och gör flera program på Barnkanalen, bland annat "morgonshowen",  "Superlördag" och "Katt&Company".
Under 2008 gjorde han den svenska rösten  för Spyro i datorspelet The Legend of Spyro: Dawn of the Dragon.

## Privatliv
Blom är ambassadör för stiftelsen Min Stora Dag. Han är gift med Karolina Blom och har två barn.

## Filmografi
| Titel                        | År        | Roll               | Noteringar                         |
| ---------------------------- | --------- | ------------------ | ---------------------------------- |
| På Rymmen                    | 1998-1999 | Rymmare            | Bäst rymmare, sju veckor           |
| Lattjo Lajban                | 1999-2005 | Programledare      |                                    |
| Idol                         | 2005      | Programledare      |                                    |
| Let's Dance                  | 2007      | Deltagare          | Kom 2:a                            |
| Talang                       | 2007-2011 | Jury/Programledare | Jury 07-08, ledde 09-11            |
| Smartskalle                  | 2007-2009 | Programledare      |                                    |
| Sommarkrysset                | 2010      | Programledare      | Fyra program                       |
| Tidsdeckarna                 | 2010      | Programledare      |                                    |
| Dansfeber                    | 2010      | Vinnare            |                                    |
| Tobbes trix                  | 2011-2012 | Programledare      | Tobbe lär ut trix till 5 lärjungar |
| Bröderna Fluff               | 2013      | Flintkalle         |                                    |
| Kändishoppet                 | 2013      | Vinnare            | TV3                                |
| Torsk på tuben               | 2013-2015 | Programledare      | TV3                                |
| Morgonshowen                 | 2015-2016 | Programledare      | SVT Barnkanalen                    |
| Katt&Company                 | 2015-     | Programledare      | SVT Barnkanalen                    |
| Superlördag                  | 2016      | Programledare      | SVT Barnkanalen                    |
| Hemmahänget                  | 2020      | Programledare      | SVT Barnkanalen                    |
| Jeopardy!                    | 2023      | Deltagare          | Kanal 5 / Discovery+               |
| Smartare än en femteklassare | 2023      | Deltagare          | Kanal 5 / Discovery+               |
| Över Atlanten                | 2024      | Deltagare          | Kanal 5 / Discovery+               |

## Priser och utmärkelser
- 2008 - Alfons-bokalen